# Bordelonville
Bordelonville är en så kallad census-designated place i Avoyelles Parish i Louisiana. Vid 2010 års folkräkning hade Bordelonville 525 invånare.